# Elezioni presidenziali in Sri Lanka del 2010
Le elezioni presidenziali in Sri Lanka del 2010 si tennero il 26 gennaio.

## Risultati
| Candidati                       | Partiti                                        | Voti       | %     |
| ------------------------------- | ---------------------------------------------- | ---------- | ----- |
| Mahinda Rajapaksa               | Alleanza della Libertà del Popolo Unito (SLFP) | 6 015 934  | 57,88 |
| Sarath Fonseka                  | Nuovo Fronte Democratico                       | 4 173 185  | 40,15 |
| Mohomad Cassim Mohomad Ismail   | Fronte Nazionale Unito Democratico             | 39 226     | 0,38  |
| Achala Ashoka Suraweera         | Fronte dello Sviluppo Nazionale                | 26 266     | 0,25  |
| Channa Janaka Sugathsiri Gamage | Fronte Democratico Unito                       | 23 290     | 0,22  |
| W V Mahiman Ranjith             | Indipendente                                   | 18 747     | 0,18  |
| A S P Liyanage                  | Partito Laburista dello Sri Lanka              | 14 220     | 0,14  |
| Altri <0,10%                    | -                                              | 82 745     | 0,80  |
| Totale                          | Totale                                         | 10 393 613 | 100   |